# Видович Кришто, Каролина
Каролина Видович Кришто (хорв. Karolina Vidović Krišto; 29 декабря 1975, Вуковар, СР Хорватия, СФР Югославия) — хорватская журналистка, политик и депутат хорватского парламента.

## Биография

### Детство и образование
Каролина Видович Кришто родилась 29 декабря 1975 года в Вуковаре, выросла и получила образование в Германии, в Мюнхене, до возвращения в Хорватию в 1996 году. После начальной школы на улице Тумблингерштрассе она поступила в Гимназию Кленце, затем в Гимназию Данте. Она изучала право в течение года в Университете Людвига-Максимилиана. Вернувшись в Хорватию, она окончила факультет политических наук Загребского университета. Она доктор наук в области истории.

### Журналист, редактор
Каролина Видович Кришто начала свою журналистскую карьеру на хорватском радио HRT в 1996 году. В 1998 году она стала редактором новостной программы Dnevnik HRT — самым молодым редактором новостей в истории хорватского радио и телевидения. Она является автором документального фильма «Вы не нужны своим», который впервые был показан на HRT в 2001 году и рассказывает о «навязанном примирении», которое не создает условий для прочного мира в Хорватии.

### Политическая карьера
27 мая 2020 года Каролина Видович Кришто объявила, что по предложению и при поддержке ветеранов Вооружённых сил Хорватии, в том числе первого командующего обороной Вуковара полковника Ивицы Арбанаса, она будет баллотироваться как самовыдвиженец в девятом избирательном округе по списку партии «Отечественное движение», основанной Мирославом Шкоро. Набрав при голосовании 5.598 голосов, она получила депутатский мандат в хорватском парламенте. Она является председателем парламентского комитета по делам семьи, молодёжи и спорта.
В начале 2021 года она покинула депутатскую группу «Отечественного движения», посчитав, что партия оказывает на неё слишком сильное давление. С тех пор она действует как независимый депутат хорватского парламента.

## Награды
- 2012 год — лауреат премии «Женщина года» Хорватской академии наук и искусств в диаспоре за приверженность цивилизационным ценностям и мужество в их продвижении[5].
- 2012 год — лауреат премии «Человек года», Ассоциация хорватских ветеранов и Сообщество репатриантов и иммигрантов Карловацкой жупании.
- 2013 год — лауреат профессиональной премии «Глобальное лидерство»[6][7].
- 2015 год — обладатель мемориальной доски св. Анастасии за защиту уязвимых, особенно детей[8][9].